# Alto Malcantone
Alto Malcantone is een gemeente in het Zwitserse kanton Ticino, en maakt deel uit van het district Lugano.
Alto Malcantone telt 1.373 inwoners.

## Geschiedenis
De gemeente is op 13 maart 2005 ontstaan door de fusie van de toenmalige zelfstandige gemeenten Arosio, Breno, Fescoggia, Mugena en Vezio.

## Overleden
- Dick Marty (1945-2023), magistraat en politicus